# ديانا لوند
ديانا لوند (بالإنجليزية: Deanna Lund)‏ هي ممثلة أمريكية، ولدت في 30 مايو 1937 بأوك بارك في الولايات المتحدة، وتوفيت في 22 يونيو 2018 في الولايات المتحدة بسبب سرطان البنكرياس.

## وصلات خارجية
- ديانا لوند على موقع IMDb (الإنجليزية)
- ديانا لوند على موقع ميوزك برينز (الإنجليزية)
- ديانا لوند على موقع تيرنر كلاسيك موفيز (الإنجليزية)
- ديانا لوند على موقع أول موفي (الإنجليزية)
- ديانا لوند على موقع قاعدة بيانات الأفلام السويدية (السويدية)
- ديانا لوند على موقع قاعدة بيانات الفيلم (الإنجليزية)
- ديانا لوند على موقع كينوبويسك (الروسية)